# Кунг-фу панда 2
„Кунг-фу панда 2“ (на английски: Kung Fu Panda 2) e американски комютърно-анимационен филм, базиран е в продължението на първата част от поредицата „Кунг-фу панда“ през 2008 година, и е режисиран от Дженифър Ю.

## Сюжет
Филмът отново проследява приключенията на пандата По (с гласа на Джак Блек) и неговите приятели от Бясната петорка - Жерав, Богомолка, Тигър, Маймуна и Пепелянка. Заедно с тях По се наслаждава на живота си и в същото време се грижи за сигурността в Долината на мира. Но всичко това е напът да се промени, защото на главните герои им предстои да се изправят срещу нов злодей, който притежава тайно оръжие, с което планира да завладее Китай и да унищожи бойното изкуство кунг-фу.

## Актьорски състав
- Джак Блек – По (голяма панда)
- Анджелина Джоли – Тигрица (южнокитайски тигър)
- Дъстин Хофман – Шифу (червена панда)
- Гари Олдман – Лорд Шен (паун)
- Дейвид Крос – Жерав (черноврат жерав)
- Сет Роугън – Богомолка (обикновена богомолка)
- Джеки Чан – Маймуна (рокселанов ринопитек)
- Луси Лиу – Пепелянка (китайска дървесна усойница)
- Джеймс Хонг – Мистър Пинг (лебедоподобна гъска)
- Мишел Йео – Сладкодумка (кашмирена коза)
- Дани Макбрайд – Шефът Вълк (хималайски вълк)
- Виктор Гарбър – Учителят Носорог (индийски носорог)
- Денис Хейсбърт – Учителят Бивол (индийски бивол)
- Жан-Клод Ван Дам – Учителят Крок (соленоводен крокодил)